# Subdominanta
Subdominanta (spodní dominanta) je hudební pojem, který označuje
čtvrtý tón diatonické stupnice nebo souzvuk na něm postavený.
Nazývá se subdominanta proto, že je ve stejné vzdálenosti pod tónikou, v jaké je dominanta nad ní – v intervalu čisté kvinty. Mezi tónikou a subdominantou je tedy vzdálenost čisté kvarty.
Ve stupnici C dur (to je ta stupnice, která zní, pokud se začne na tónu C a hraje se pouze na bílé klávesy klavíru) je subdominantou nota F. Subdominantní kvintakord je souzvuk F-A-C. V hudební teorii se subdominantní souzvuk označuje písmenem S nebo římskou číslicí IV (durový) nebo iv (molový).
Spolu s tónikou a dominantou tvoří základní harmonické funkce.